# 우로시 조르만
우로시 조르만(슬로베니아어: Uroš Zorman, 1980년 1월 9일~)은 슬로베니아의 핸드볼 선수, 지도자로 포지션은 센터백이다. 현재 슬로베니아 핸드볼 퍼스트 리그의 트리모 트레브네의 감독을 맡고 있다. 슬로베니아와 스페인, 폴란드에서 프로 핸드볼 선수 생활을 했으며, 2004년 하계 올림픽에 슬로베니아 대표팀의 일원으로 참가하였으며, 2004년 유럽 선수권 대회에서 준우승을 했다. 2000년부터 2017년까지 국제 경기를 총 225경기를 뛰었으며, 슬로베니아 대표팀 최다 출전자이다.